# Battery Point Beach
Battery Point Beach – plaża (beach) w kanadyjskiej prowincji Nowa Szkocja, w hrabstwie Lunenburg, na północnym wybrzeżu zatoki Lunenburg Bay (44°21′53″N, 64°17′26″W); nazwa urzędowo zatwierdzona 21 sierpnia 1974.